# Wolmirsleben
Wolmirsleben település Németországban, azon belül Szász-Anhalt tartományban. Lakosainak száma 1357 fő (2023. december 31.).

## Népesség
A település népességének változása:
| Lakosok száma | 1345 | 1343 | 1337 | 1328 | 1362 | 1357 |
|               | 2016 | 2017 | 2019 | 2021 | 2022 | 2023 |